# Joseph de Maistre
Joseph-Marie, comte de Maistre (franska: [də mɛstʁ]), född 1 april 1753 i Chambéry, död 26 februari 1821 i Turin, var en savojardisk filosof, författare, advokat och diplomat. Han var den mest inflytelserike företrädaren för kontrarevolutionen och den auktoritära konservatismen under perioden som följde omedelbart efter franska revolutionen. Han räknas som en av konservatismens portalfigurer.
Maistre betraktade den ärftliga monarkin både som en gudomligt sanktionerad institution och som den enda stabila formen av statsskick. Med sina böcker och pamfletter, i vilka han gav uttryck åt sin lojalism och rojalism, bidrog han till bourbonska restaurationen år 1814, varigenom Huset Bourbon återuppsattes på Frankrikes tron och monarkin återinfördes. Den högste suveränen i Maistres ögon var emellertid inte någon monark, utan påven, och denne bör, enligt Maistre, tilldelas auktoritet över världsliga frågor. Därmed blev Maistre inspiratör för ultramontanismen, den konservativt kristna rörelse under 1800-talet, som tog ställning mot de moderna nationalstaternas anspråk på att företräda alla sina medborgare och i stället framhävde påvens roll som katolikernas försvarare.
Endast regeringar med kristen konstitution förmår, enligt Maistre, förhindra sådana oroligheter och blodsutgjutelser, som följt av revolutionens rationalistiska program. Med kristen konstitution avsåg han samtliga europeiska stater, men i synnerhet de europeiska katolska monarkierna. Han var eldsjälen bakom tron på principen om det etablerades auktoritet, vilket revolutionen sökte förgöra, och försvarade principens giltighet överallt: i staten genom att förorda monarkin, i kyrkan genom att tillerkänna påvedömet flera privilegier, och i världen genom tilltron till Guds försyn.

## Biografi

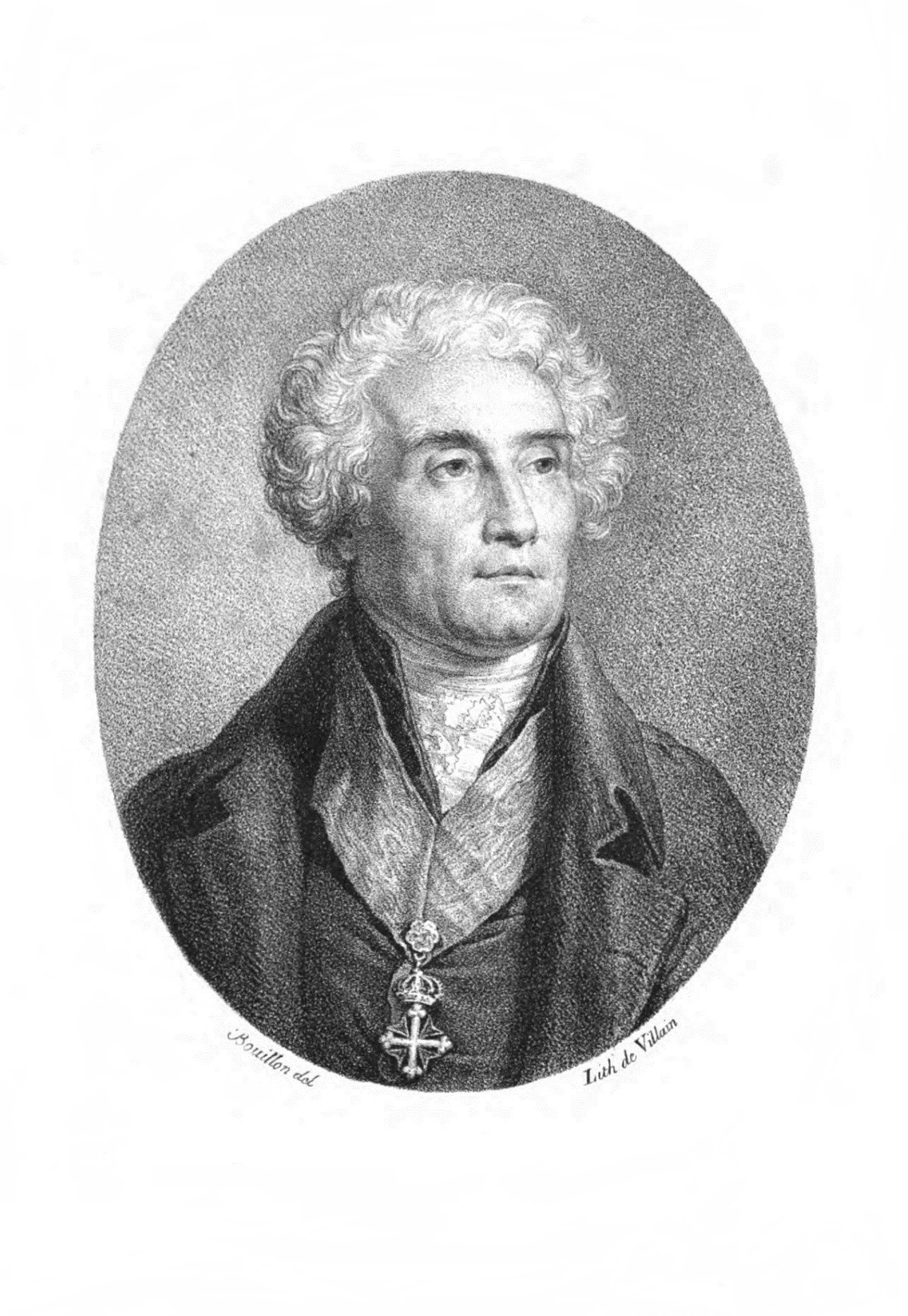
Gravyr på vilken Maistre bär insignierna för Sankt Mauritius- och Lazarusorden.

Maistre föddes 1753 i Chambéry i hertigdömet Savojen, som vid den tiden tillhörde kungariket Sardinien. Hans släkt var av franskt ursprung och hade bosatt sig i Savojen århundradet dessförinnan. De hade så småningom erhållit hög ställning i samhället med adlig värdighet. Hans far hade tjänat som president i Savojens senat, och hans yngre bror, Xavier de Maistre, skulle senare bli officer i armén och populär skönlitterär författare. Maistre gick troligen i jesuitskola. Efter revolutionen försvarade han deras orden häftigt, varmed han i tilltagande grad kom att förknippa revolutionens anda med jesuiternas fiender, jansenisterna. Efter juridisk skolning och praktik, gick han i sin faders fotspår och blev senator 1787.
Efter franska revolutionens utbrott 1789, började Maistre författa samtidsskildringar och analyser, av vilka det mest framstående är Considerations sur la France (1796). Revolutionen inträffade, enligt Maistre, på grund av att det gamla styret och den franska societeten hade förespråkat de destruktiva ateistiska doktrinerna som härrörde från 1700-talets filosofer i stället för att använda den franska civilisationens inflytande till att hjälpa mänskligheten. Maistre menade att Frankrike hade ett gudomligt uppdrag. Brotten som begicks under skräckväldet berodde enligt Maistre på upplysningens upphöjelse av människan till Gud och han ansåg att det var den logiska konsekvensen av "1700-talets fördärv", och vidare var revolutionen Guds straff för detta.
När den franska revolutionsarmén intog Savojen år 1792 flydde Maistre till Schweiz, där han besökte Germaine de Staëls salong och diskuterade politik och teologi med henne. År 1803 utsågs han till envoyé för kungen av Sardinien vid den ryske tsarens hov i Sankt Petersburg. Från 1817 till sin död var han kungadömet Sardiniens minister i Turin.

## Politisk filosofi

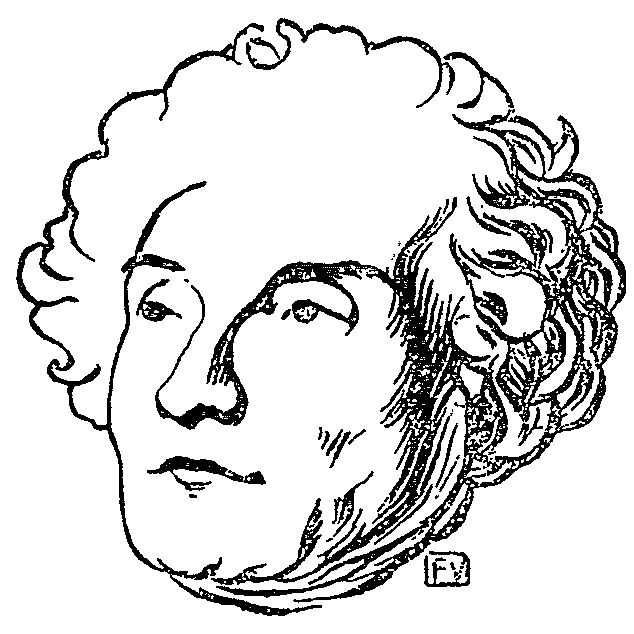
Porträtt av Maistre av den schweiziske målaren Félix Vallotton från La Revue blanche, 1895.

### Författning och lag
För Maistre är traditionen vad som bör avgöra politik, varför filosofiska spekulationer avvisas som beslutsgrund. Traditionen ser han som religiöst betingad. Hans lilla verk Essai sur le principe générateur (1809) koncentreras till idén att en konstitution inte är en artificiell produkt, som kan analyseras, utan att den kommer i rätt tid och under rätta former från Gud, som sakta bringar den mognad under tysthet.
Han betonar också att det viktiga inte är vilken lag som står skriven i lagboken, utan vilken lag som står skriven i människornas hjärtan. Ett moraliskt folk kan upprätthålla de moraliska lagarna i samhället utan hänvisningar till stelnade bokstäver i gamla böcker, medan ett omoraliskt folk ändå inte kommer att efterleva bokens ord. Den brittiska konstitutionen är stark, endast för att människorna i det landet känner stark gemenskap och har ett välfungerande civilsamhälle, och i det forna Sparta kunde man skryta med att inte ha någon nedskriven konstitution överhuvudtaget – för man var inte i behov av det. Ett kopiöst register av lagar är tvärtom ett tydligt tecken på att kulturen ifråga håller på att förfalla och att man desperat försöker hålla ihop den medelst rationalistiska lösningar.

### Påvedöme och kristendom
Efter att 1816 ha utgivit en fransk översättning av Plutarkos, utkom han med sitt mästerverk Du Pape (1819). Arbetet är indelat i fyra delar. I den första argumenterar han för påvens suveränitet i Kyrkan och menar att det är ett essentiellt kännetecken på all suveränitet att beslut inte kan överklagas. Följaktligen är påven höjd över all kritik och ofelbar i sin lära, eftersom det är i sin lära som han utövar sin suveränitet. I de återstående delarna utreder Maistre relationen mellan påven och den världsliga makten, civilisationen och nationernas välfärd samt schismerna i Kyrkan. Han hävdar att nationerna behöver skyddas mot maktmissbruk, vilket åstadkoms genom att en suverän är överställd andra suveräner, och denna suveränitet borde vara påvens – historiens räddare och grundaren av den europeiska kulturen. Vad beträffar schismen mellan kyrkorna, ansåg Maistre att de andra med tiden skulle återkomma till påvens härd, eftersom katolicismen var den enda religion som var fullt kapabel att vara förenlig med vetenskapen.

### Ondska och straff
Soirées de St. Pétersbourg (1821) behandlar teodicéproblemet i en platonsk dialog, där Greven i berättelsen får tjäna som språkrör eller resonör för Maistre, själv greve i verkliga livet. Han framför sin egen lösning på det urgamla problemet med ondskans existens. För honom kastar ondskan ljus över Guds skapelse; den moraliska världen och den fysiska är sammantvinnade och hänger ihop. Fysisk ondska är den nödvändiga manifestationen av moralisk ondska, vilken människan sonar och förminskar genom bön och offerriter. Blodsutgjutelse, syndernas förlåtelse genom den oskyldige, är för Maistre en lag som är lika mystisk som obestridlig, principen som vägleder människan i återkomsten till Gud samt förklaringen till att krig finns och aldrig upphör att finnas. Maistre bejakade till och med våldet när han hävdade att "Kriget är i sig heligt, ty det ingår i världsalltets ordning."
En passus ur dialogen handlar om skarprättaren, vars samhällsfunktion i äldre tider var att utsätta brottslingar för tortyr och avrättning. Här får han stå som symbol för statens våldsmonopol i allmänhet. Det går även att tolka skarprättaren som symbol för Djävulen så som han ofta representeras i kristendomen: en Guds trogne tjänare, vars öde det är att utdela straff åt alla dem som misslyckas med att efterleva de gudomliga lagarna. Maistre beskriver uttrycksfullt det lugubra arbete skarprättaren genomför, det vämjeliga intryck det gör på omgivningen samt den grundläggande funktion det trots allt har för samhället:
| ” | Hans hjärta slår, men det är med glädje; han berömmer sig själv, han säger i sitt inre, "Ingen kan krossa människor på hjulet som jag." Han kliver ner. Rättvisan kastar till honom – på avstånd – några guldmynt som han fångar mellan en dubbel rad av förskräckt tillbakaryggande människor. Han sätter sig vid bordet och äter. Sedan går han till sängs och sover. Nästa dag, när han vaknar, tänker han på någonting helt annat än det han gjorde dagen innan. Är detta en människa? Ja. Gud tar emot honom i sina helgedomar och låter honom bedja. Han är ingen bov. Icke desto mindre finns det intet språk på vilket man kan hävda, att han är dygdig, att han är en hederlig man, att han är aktningsvärd. Intet moraliskt beröm verkar passande för honom, ty alla andra förmodas ha mänskliga relationer, vilket han inte har. Och ändå är det så, att all storhet, all makt, all underordning vilar på skarprättaren. Han är skräcken och bandet i det mänskliga samhällslivet. Avlägsnar man denne mystiske aktör från världen, kommer all ordning ögonblickligen att ge vika för kaos: regenter störtas, samhället upplöses. | „ |

### Övrigt
Förutom en riklig korrespondens har Maistre efterlämnat två postuma verk. Ett av dessa, L'examen de la philosophie de Bacon (1836), utvecklar en andlig epistemologi ur kritiken mot Francis Bacon, vilken Maistre betraktade som pionjär till upplysningen i dess destruktiva form.

## Anseende och inflytande

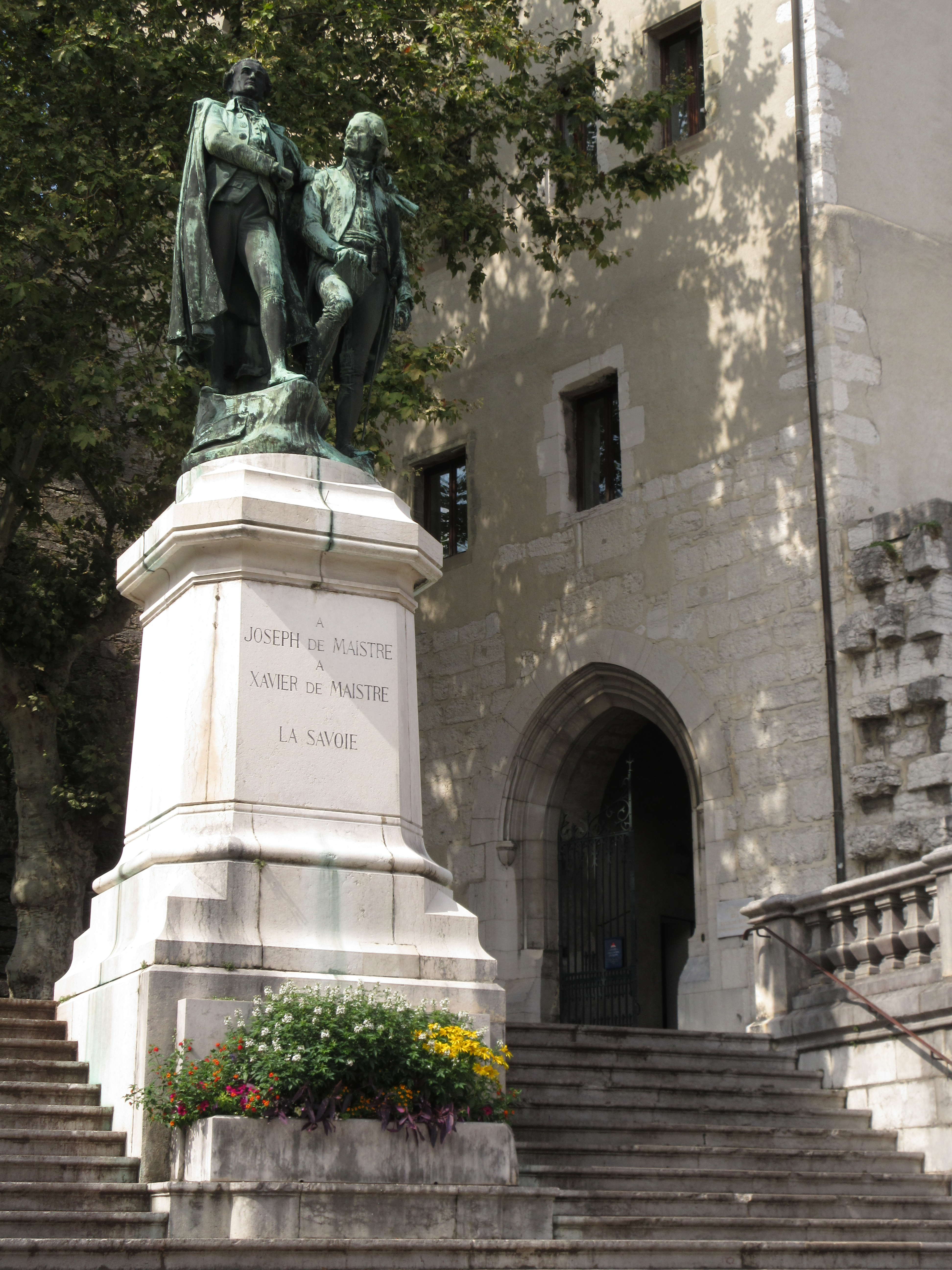
Staty av bröderna Joseph och Xavier de Maistre utanför den gamla borgen i hemstaden Chambéry.

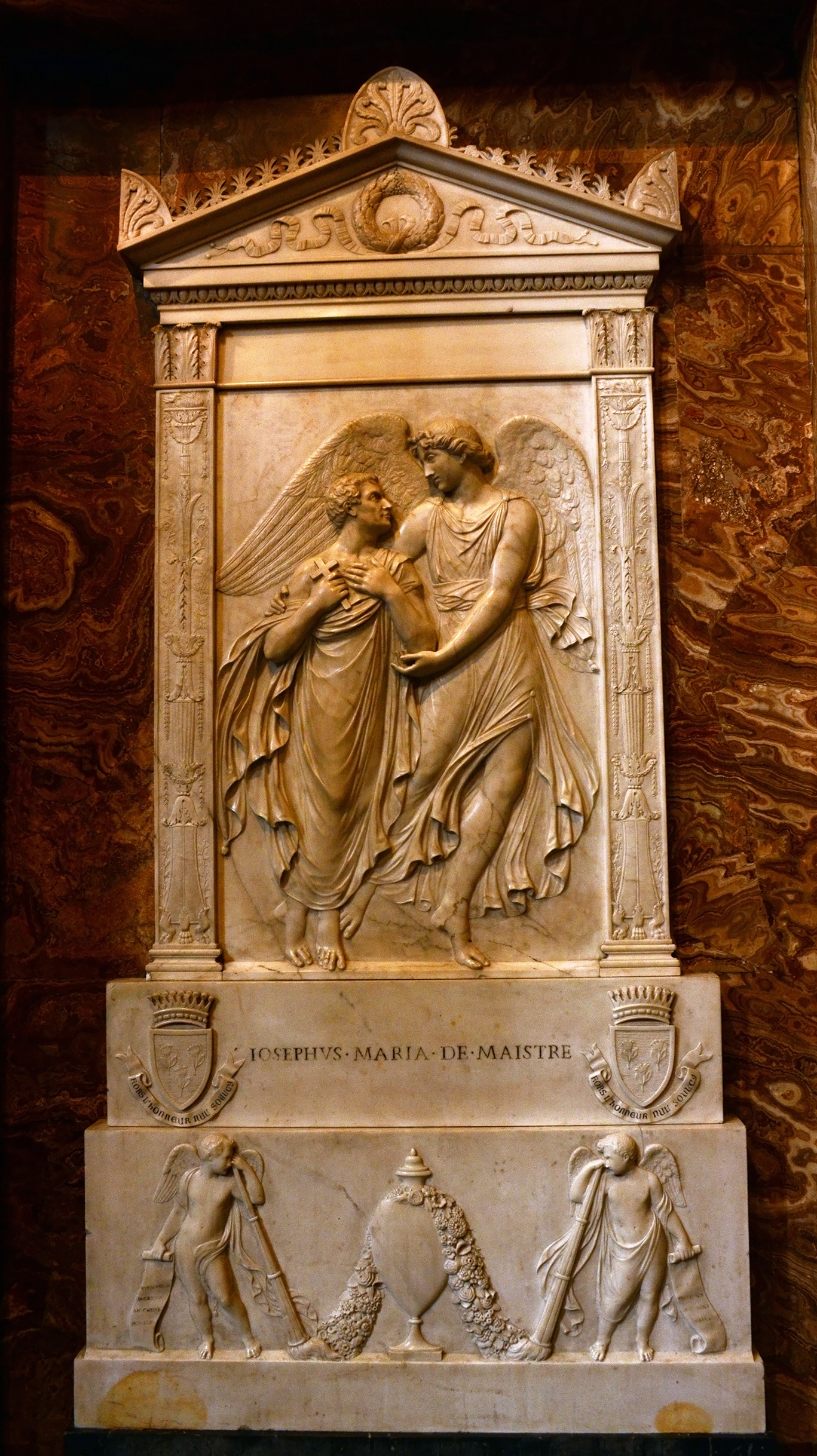
Joseph de Maistres grav i Chiesa dei Santi Martiri i Turin.

### Politik
Maistre och den anglo-irländske statsmannen Edmund Burke brukar räknas som lärofäderna till den europeiska konservatismen. Maistre utövade stort inflytande över den spanske politiske tänkaren Juan Donoso Cortés, den franske monarkisten Charles Maurras och dennes kontrarevolutionära politiska rörelse Action française samt den tyske rättsfilosofen Carl Schmitt.
Enligt idéhistorikern Carolina Armenteros, som har skrivit fyra böcker om Maistre, påverkade hans författarskap dock inte bara konservativa tänkare, utan också de utopiska socialisterna. Tidiga sociologer som Auguste Comte och Henri de Saint-Simon erkänner uttryckligen ett inflytande från Maistre i deras tänkande vad gäller källorna till social sammanhållning och politisk auktoritet.
Maistre har varit mindre populär bland liberaler. Isaiah Berlin räknar Maistre som en av liberalismens sex ärkefiender i boken Freedom and Its Betrayal (2002) och hävdar att Maistre utgjorde den sista kvarlevan av den medeltida feodalismen, vilken försökte hindra den progressivitet som utstakats av upplysningen. Den liberalt sinnade litteraturkritikern Émile Faguet beskrev Maistre som "en våldsam absolutist, rasande teokrat, omedgörlig legitimist, apostel för en monstruös treenighet av Påven, Kungen och Bödeln, alltid och överallt förkämpen för den hårdaste, snävaste och mest orubbliga dogmatism, en mörk gestalt från medeltiden, delvis lärd doktor, delvis inkvisitor, delvis skarprättare".

## Verk
- Nobilis Ioseph Maistre Camberiensis ad i.u. lauream anno 1772. die 29. Aprilis hora 5. pomeridiana (1772)
- Éloge de Victor-Amédée III (1775)
- Lettres d'un royaliste savoisien à ses compatriotes (1793)
- Étude sur la souveraineté (1794)
- De l'État de nature, ou Examen d'un écrit de Jean-Jacques Rousseau (1795)
- Considérations sur la France (1796)
- Intorno allo stato del Piemonte rispetto alla carta moneta (1797–1799)
- Essai sur le Principe Générateur des Constitutions Politiques (1814)
- Du Pape (1819)
- De l'Église Gallicane (1821)
- Les Soirées de Saint-Pétersbourg ou Entretiens sur le Gouvernement Temporel de la Providence (1821)
- Lettres à un Gentilhomme Russe sur l'Inquisition Espagnole (1822)
- Examen de la Philosophie de Bacon, ou: l'on Traite Différentes Questions de Philosophie Rationnelle (1836)
- Lettres et Opuscules Inédits du Comte Joseph de Maistre (1853)
- Mémoires Politiques et Correspondance Diplomatique (1859)